# Ley Moyano
La ley reguladora de la enseñanza, conocida como Ley Moyano, fue una ley española impulsada en 1857 por el  gobierno del Partido Moderado. Incorporó buena parte del Proyecto de Ley de Instrucción Pública del 9 de diciembre de 1855, elaborado durante el Bienio Progresista por el ministro de Fomento Manuel Alonso Martínez. Se aprobó gracias a la iniciativa legislativa promovida por Claudio Moyano. 
Destaca por ser la primera legislación española que establece la obligación en cuanto a la creación estatal de escuelas de niñas, así como por ser la ley educativa más longeva de la historia del país, en cuanto que, con sucesivos desarrollos reglamentarios, ordenó el sistema educativo, de una manera u otra, hasta 1970, cuando se promulga la Ley General de Educación.

## Contexto
Los intentos de estabilizar y modernizar los planes de estudio y orientaciones generales de la enseñanza básica nacen en la Constitución de 1812 y el subsiguiente Informe Quintana de 1813, así como del reglamento de Instrucción Pública de 1821 -enseguida anulado por el absolutismo fernandino con el Plan del 24- y el Plan General de 1836 (Plan de Rivas), que pretendieron, pese a sus derogaciones casi instantáneas, modernizar la enseñanza integral en España y con ella acabar con atavismos considerados inaceptables por los diferentes gobiernos liberales.  Primeramente, separando en lo posible a la Iglesia católica del control total del sistema educativo, que pasaría al gobierno; después, obligando a hacer de la lengua española el vehículo universal, en detrimento del latín (el uso de la lengua vernácula, aún en descansos o charlas privadas, suponía una sanción en muchas Universidades); y después, manteniendo unos principios que no se alteraron gravemente desde el Informe Quintana con todas las salvedades que se desee: pretensión de educación universal primaria, gratuita en lo posible, modernizada, uniforme, dirigida, profesionalizada y controlada por el Estado. Hubieron de pasar bastantes años y gobiernos para que a través del Plan Pidal de 1845 y, sobre todo, de la Ley Moyano del 57, la enseñanza española diera algunos frutos visibles obligando a hacer extensiva la preparación a muchos sectores de la población -con todas las salvedades, injusticias y contradicciones que se quiera—, y acercándose muy fielmente a los parámetros generales de enseñanza primaria o básica (rudimental), media o
bachillerato y universitaria, con doctorado exclusivo en la Universidad Central de Madrid desde 1850.

## Características de la ley
Fue el fundamento del ordenamiento legislativo en el sistema educativo español durante más de cien años:
- La Ley de Bases de 17 de julio de 1857, que autorizó al gobierno a formular y promulgar una ley de instrucción pública.[6]
- La Ley de Instrucción Pública de 9 de septiembre de 1857.[7]

Con esta ley se intentó mejorar la situación de la educación en España, que entonces tenía una alta tasa de analfabetismo, organizando los tres niveles de educación:
- Enseñanza primaria, obligatoria desde los 6 hasta los 9 años y gratuita para los que no pudieran pagarla, pero que en la práctica dependerá de la iniciativa de los municipios o de corporaciones privadas.
- La segunda enseñanza[8] (enseñanza media, en la que se prevé la apertura de institutos de bachillerato y escuelas normales de magisterio en cada capital de provincia, además de permitir la enseñanza privada en los colegios religiosos, que recibirán especial consideración).
- La enseñanza superior con las universidades (cuya gestión se reserva al Estado).

Otra característica de la ley fue que permitía la primera enseñanza en el hogar doméstico (de los 6 a los 9 años), así como la segunda enseñanza bajo una serie de condiciones.
Las líneas fundamentales de la ley Moyano pervivieron hasta la Ley General de Educación de 1970. En 1964, se extendió la escolarización obligatoria hasta los 14 años, mediante la Ley 27/1964, de 29 de abril, sobre ampliación del período de escolaridad obligatoria hasta los catorce años. La Ley Orgánica 1/1990 de Ordenamiento General del Sistema Educativo, LOGSE, la aumentó a 16 años.